# Bonnier (casa editrice)
Bonnier è una casa editrice privata internazionale con sede a Stoccolma, controllata dall'omonima famiglia, comprendente 175 società che operano in circa venti paesi. L'obiettivo principale del gruppo è la stampa di libri, quotidiani e riviste; ma la società ha interessi anche nella produzione radiotelevisiva, per esempio è proprietaria della rete televisiva TV4, e nella produzione e distribuzione cinematografica (è proprietaria di Svensk Filmindustri).

## Storia
Il fondatore della casa editrice fu Gutkind Hirschel, il quale nacque a Dresda nel 1778 ed emigrò a Copenaghen nel 1802; lì cambiò il suo nome in Gerhard Bonnier, aprì una libreria nel 1804 e in seguito divenne editore. Suo figlio Adolf lavorò come libraio a Göteborg dal 1827; due anni dopo si trasferì a Stoccolma dove fondò una casa editrice e pubblicò il primo libro nel 1832: la traduzione in svedese di Heinrich von Eichenfels di Christoph von Schmid, un racconto edificante per bambini. La società è ancora di proprietà della famiglia Bonnier ed è gestita sotto forma di una società per azioni.